# لوبامبو موسوندا
لوبامبو موسوندا (انگلیسی: Lubambo Musonda؛ زادهٔ ۱ مارس ۱۹۹۵) بازیکن فوتبال اهل زامبیا است.

## باشگاهی
از باشگاه‌هایی که در آن بازی کرده‌است می‌توان به گاندزاسار کاپان، اولیس اشاره کرد.

### سابقه باشگاهی
تا تاریخ match played ۱۱ نوامبر ۲۰۱۸
| باشگاه       | فصل          | لیگ          | لیگ  | لیگ   | جام حذفی | جام حذفی | قاره ای | قاره ای | سایر | سایر  | مجموعاً | مجموعاً |
| باشگاه       | فصل          | Division     | Apps | Goals | Apps     | Goals    | Apps    | Goals   | Apps | Goals | Apps   | Goals  |
| ------------ | ------------ | ------------ | ---- | ----- | -------- | -------- | ------- | ------- | ---- | ----- | ------ | ------ |
| اولیس        | ۲۰۱۴–۱۵      | لیگ برتر     | ۱۳   | ۲     | ۲        | ۰        | –       | –       | –    | –     | ۱۵     | ۲      |
| کاپان        | ۲۰۱۵–۱۶      | لیگ برتر     | ۲۵   | ۰     | ۴        | ۱        | –       | –       | –    | –     | ۲۹     | ۱      |
| کاپان        | ۲۰۱۶–۱۷      | لیگ برتر     | ۲۹   | ۳     | ۲        | ۱        | –       | –       | –    | –     | ۳۱     | ۴      |
| کاپان        | ۲۰۱۷–۱۸      | لیگ برتر     | ۲۶   | ۸     | ۴        | ۲        | ۲       | ۰       | –    | –     | ۳۳     | ۱۰     |
| کاپان        | ۲۰۱۸–۱۹      | لیگ برتر     | ۱۴   | ۳     | ۲        | ۰        | ۲       | ۱       | ۱    | ۰     | ۱۹     | ۴      |
| کاپان        | Total        | Total        | ۹۴   | ۱۴    | ۱۲       | ۴        | ۴       | ۱       | ۱    | ۰     | ۱۱۲    | ۱۹     |
| Career total | Career total | Career total | ۱۰۷  | ۱۶    | ۱۴       | ۴        | ۴       | ۱       | ۱    | ۰     | ۱۲۷    | ۲۱     |

## تیم ملی
وی همچنین در تیم ملی فوتبال تیم ملی فوتبال زامبیا بازی کرده‌است. موسوندا نخستین بازی ملی خود در دسامبر ۲۰۱۴ در مرحله مقدماتی جام ملت‌های آفریقا ۲۰۱۵ انجام داده‌است.

### بازی‌های ملی
تا تاریخ match played ۱۴ اکتبر ۲۰۱۸
| تیم ملی فوتبال زامبیا | تیم ملی فوتبال زامبیا | تیم ملی فوتبال زامبیا |
| سال                   | حضورها                | گل‌ها                  |
| --------------------- | --------------------- | --------------------- |
| ۲۰۱۴                  | ۳                     | ۱                     |
| ۲۰۱۵                  | ۹                     | ۱                     |
| ۲۰۱۶                  | ۶                     | ۰                     |
| ۲۰۱۷                  | ۰                     | ۰                     |
| ۲۰۱۸                  | ۴                     | ۰                     |
| Total                 | ۲۲                    | ۲                     |

### گل‌های ملی
| ردیف | تاریخ          | ورزشگاه                                 | حریف  | گل زده | نتیجه | رقابت                             |
| ---- | -------------- | --------------------------------------- | ----- | ------ | ----- | --------------------------------- |
| ۱.   | ۶ ژوئن ۲۰۱۴    | ورزشگاه ریموند جیمز، تمپا، فلوریدا، USA | ژاپن  | ۳–۳    | ۳–۴   | بازی دوستانه                      |
| ۲.   | ۱۵ نوامبر ۲۰۱۵ | Levy Mwanawasa Stadium, ان‌دولا، زامبیا  | سودان | ۱–۰    | ۲–۰   | 2018 FIFA World Cup qualification |